# Houécourt
Houécourt är en kommun i departementet Vosges i regionen Grand Est (tidigare regionen Lorraine) i nordöstra Frankrike. Kommunen ligger i kantonen Châtenois som tillhör arrondissementet Neufchâteau. År 2022 hade Houécourt 424 invånare.

## Befolkningsutveckling
Antalet invånare i kommunen Houécourt
| Referens: INSEE |